# Strepheoschema
Strepheoschema è un genere estinto di pesci ossei a pinne raggiate (Actinopterygii), appartenente ai Palaeonisciformes. Visse durante il Carbonifero inferiore (Mississippiano inferiore, tra il Tournaisiano e il Viseano, circa 359–331 milioni di anni fa), in quelle che oggi sono le regioni di Berwickshire in Scozia e di Northumberland in Inghilterra. L'unica specie nota è Strepheoschema fouldenensis.

## Descrizione
Questo pesce era lungo tra i 10 e i 20 centimetri, e possedeva un corpo di forma piuttosto elevata rispetto a quello di altri paleonisciformi. Il suspensorium era molto obliquo, e il muso era relativamente appuntito. Il lobo caudale era allungato e la pinna caudale era eteroterma, vistosamente asimmetrica, con il lobo superiore molto più sviluppato. Le pinne pari erano di piccole dimensioni.
Una delle caratteristiche distintive di questo genere è la presenza di scaglie mediane dorsali ingrandite, disposte in coppia lungo la linea mediana del corpo sia lungo il dorso che lungo il ventre; un tratto anatomico unico condiviso solo con il genere affine Aetheretmon.

## Classificazione
I fossili di Strepheoschema provengono dalla Formazione di Ballagan (nota anche come Cementstone Group), una successione geologica di ambiente transizionale ricca di tetragoni e pesci del Carbonifero inferiore.
Strepheoschema fouldenensis è stato descritto per la prima volta nel 1927 da Errol White sulla base di sei esemplari. Una revisione dettagliata è stata condotta da Brian G. Gardiner nel 1985, in seguito al ritrovamento di altri 23 esemplari durante scavi effettuati tra il 1980 e il 1981.
A causa della presenza delle scaglie ingrandite, Gardiner (1985) istituì la nuova famiglia †Strepheoschemidae, includendovi sia Strepheoschema che Aetheretmon, che erano precedentemente stati attribuiti alla famiglia Rhadinichthyidae dallo stesso Gardiner.